# أرض السعادة
أرض السعادة مسلسل رسوم متحركة بريطاني انتج عام 1994. وتم دبلجة المسلسل للغة العربية بواسطة مركز الزهرة وتم عرض المسلسل على قناة سبيس تون .

## وصلات خارجية
- أرض السعادة على موقع IMDb (الإنجليزية)